# Thunder Magazine
Pour les articles homonymes, voir Thunder.
Thunder Magazine est un magazine néerlandais destiné aux fans de musiques électroniques hardcore et gabber.

## Présentation
Le magazine était populaire parmi les gabbers à l'époque durant laquelle les scènes de Thunderdome et du hardcore n'ont cessé de s'accroître. Thunder Magazine compte jusqu'à 30 000 lecteurs, ce qui le classe parmi les plus lus du genre à cette époque-là aux Pays-Bas, aux côtés de Strobe.
Le magazine présentait dans ses colonnes des interviews d'artistes et comptes-rendus d'événements.
Le magazine cesse de paraître en kiosque en 1999. Quelques éditions spéciales sortent encore par la suite, comme en 2002 pour célébrer le dixième anniversaire de Thunderdome. Cette dernière édition parue en septembre 2002 mettait en couverture Peter-Paul Pigmans (3 Steps Ahead) environ un an avant sa mort. Le dernier numéro est distribué à la sortie du dernier événement Thunderdome, le 15 décembre 2012.